# Liste des capitales nationales par latitude
C'est une liste des capitales nationales officielles par latitude, y compris les territoires et dépendances, les États non souverains y compris les États associés et les entités dont la souveraineté est contestée. Les États souverains sont indiqués en caractères gras.
| Ville | Latitude (− spécifie l'hémisphère sud) | Pays                                       | Notes |
| --- | -------------------------------------- | ------------------------------------------ | --- |
| Abu Dhabi                                                                                                | 24.47                                  | Émirats arabes unis                        | |
| Abuja | 9.07                                   | Nigeria                                    | |
| Accra | 5.55                                   | Ghana                                      | |
| Adamstown                                                                                                | -25.07                                 | Îles Pitcairn                              | Territoire britannique d'outre-mer |
| Addis-Abeba                                                                                              | 9.02                                   | Éthiopie                                   | |
| Algers                                                                                                   | 36.77                                  | Algérie                                    | |
| Alofi | -19.07                                 | Niue                                       | Autonome et État associé avec la Nouvelle-Zélande |
| Amman | 31.93                                  | Jordanie                                   | |
| Amsterdam                                                                                                | 52.37                                  | Pays-Bas                                   | La constitution néerlandaise fait allusion à Amsterdam comme la "capitale". Le gouvernement néerlandais est situé à La Haye. Voir Capitale des Pays-Bas. |
| Andorre-la-Vieille                                                                                       | 42.5                                   | Andorre                                    | |
| Ankara                                                                                                   | 39.87                                  | Turquie                                    | |
| Antananarivo                                                                                             | -18.93                                 | Madagascar                                 | |
| Apia | -13.83                                 | Samoa                                      | |
| Achgabat                                                                                                 | 37.93                                  | Turkménistan                               | |
| Asmara                                                                                                   | 15.33                                  | Érythrée                                   | |
| Astana                                                                                                   | 51.17                                  | Kazakhstan                                 | |
| Asuncion                                                                                                 | -25.27                                 | Paraguay                                   | |
| Athènes                                                                                                  | 37.97                                  | Grèce                                      | |
| Avarua                                                                                                   | -21.2                                  | Îles Cook                                  | Autonome et État associé avec la Nouvelle-Zélande |
| Bagdad                                                                                                   | 33.33                                  | Irak                                       | |
| Bakou | 40.38                                  | Azerbaïdjan                                | |
| Bamako                                                                                                   | 12.65                                  | Mali                                       | |
| Bandar Seri Begawan                                                                                      | 4.88                                   | Brunei                                     | |
| Bangkok                                                                                                  | 13.75                                  | Thaïlande                                  | |
| Bangui                                                                                                   | 4.37                                   | République centrafricaine                  | |
| Banjul                                                                                                   | 13.45                                  | Gambie                                     | |
| Basseterre                                                                                               | 17.3                                   | Saint-Christophe-et-Niévès                 | |
| Pékin | 39.9                                   | Chine                                      | Voir aussi: Capitales historiques de la Chine |
| Beyrouth                                                                                                 | 33.88                                  | Liban                                      | |
| Belgrade                                                                                                 | 44.82                                  | Serbie                                     | |
| Belmopan                                                                                                 | 17.25                                  | Belize                                     | |
| Berlin                                                                                                   | 52.52                                  | Allemagne                                  | |
| Berne | 46.95                                  | Suisse                                     | |
| Bichkek                                                                                                  | 42.87                                  | Kirghizistan                               | |
| Bissau                                                                                                   | 11.85                                  | Guinée-Bissau                              | |
| Bogota                                                                                                   | 4.58                                   | Colombie                                   | |
| Brasilia                                                                                                 | -15.78                                 | Brésil                                     | |
| Bratislava                                                                                               | 48.13                                  | Slovaquie                                  | |
| Brazzaville                                                                                              | -4.27                                  | République du Congo                        | |
| Bridgetown                                                                                               | 13.1                                   | Barbade                                    | |
| Bruxelles                                                                                                | 50.85                                  | Belgique                                   | Aussi la capitale de facto de l' Union européenne |
| Bucarest                                                                                                 | 44.42                                  | Roumanie                                   | |
| Budapest                                                                                                 | 47.47                                  | Hongrie                                    | |
| Buenos Aires                                                                                             | -34.6                                  | Argentine                                  | |
| Bujumbura                                                                                                | -3.38                                  | Burundi                                    | |
| Le Caire                                                                                                 | 30.05                                  | Égypte                                     | |
| Canberra                                                                                                 | -35.3                                  | Australie                                  | |
| Le Cap (législative)                                                                                     | -33.92                                 | Afrique du Sud                             | |
| Caracas                                                                                                  | 10.5                                   | Venezuela                                  | |
| Castries                                                                                                 | 14.02                                  | Sainte-Lucie                               | |
| Cayenne                                                                                                  | 4.92                                   | Guyane                                     | Département d'outre-mer de France |
| Charlotte Amalie                                                                                         | 18.35                                  | Îles Vierges des États-Unis                | Territoire des États-Unis |
| Chişinău                                                                                                 | 47                                     | Moldavie                                   | |
| Conakry                                                                                                  | 9.52                                   | Guinée                                     | |
| Copenhague                                                                                               | 55.67                                  | Danemark                                   | |
| Dakar | 14.68                                  | Sénégal                                    | |
| Damas | 33.5                                   | Syrie                                      | |
| Dacca | 23.73                                  | Bangladesh                                 | |
| Dili | -8.57                                  | Timor oriental                             | |
| Djibouti                                                                                                 | 11.58                                  | Djibouti                                   | |
| Dodoma (officielle) Dar es Salam (ancienne capitale; restent quelques bureaux du gouvernement)           | -6.17                                  | Tanzanie                                   | |
| Doha | 25.28                                  | Qatar                                      | |
| Douglas                                                                                                  | 54.13                                  | Île de Man                                 | Dépendance de la Couronne britannique |
| Dublin                                                                                                   | 53.33                                  | Irlande                                    | |
| Douchanbé                                                                                                | 38.53                                  | Tadjikistan                                | |
| Edinburgh of the Seven Seas                                                                              | -37.07                                 | Tristan da Cunha                           | Partie du territoire britannique d'outre-mer de Sainte-Hélène, Ascension et Tristan da Cunha |
| Laâyoune (déclaré)                                                                                       | 27.15                                  | République arabe sahraouie démocratique[c] | La république arabe sahraouie démocratique, reconnue par 82 États, revendique le Sahara occidental principalement contrôlé par les marocains. Les territoires contrôlés par les marocains comprennent El Aaiún, et le Maroc revendique la totalité du territoire encore sous contrôle de la République sahraouie. Le gouvernement sahraouie en exil réside à Tindouf, en Algérie. |
| Cantonnement d'Episkopi                                                                                  | 34.67                                  | Akrotiri et Dhekelia                       | Territoire britannique d'outre-mer |
| Flying Fish Cove                                                                                         | -10.42                                 | Île Christmas                              | Territoire externe d'Australie |
| Freetown                                                                                                 | 8.48                                   | Sierra Leone                               | |
| Funafuti                                                                                                 | -8.52                                  | Tuvalu                                     | |
| Gaborone                                                                                                 | -24.65                                 | Botswana                                   | |
| George Town                                                                                              | 19.3                                   | Îles Caïmans                               | Territoire britannique d'outre-mer |
| Georgetown                                                                                               | -7.92                                  | Île de l'Ascension                         | Partie du territoire britannique d'outre-mer de Sainte-Hélène, Ascension et Tristan da Cunha |
| Georgetown                                                                                               | 6.8                                    | Guyana                                     | |
| Gibraltar                                                                                                | 36.13                                  | Gibraltar                                  | Territoire britannique d'outre-mer |
| Guatemala                                                                                                | 14.6                                   | Guatemala                                  | |
| Gustavia                                                                                                 | 17.88                                  | Saint-Barthélemy                           | Collectivité d'outre-mer de France |
| Hagåtña                                                                                                  | 13.47                                  | Guam                                       | Territoire des États-Unis |
| Hamilton                                                                                                 | 32.28                                  | Bermudes                                   | Territoire britannique d'outre-mer |
| Hanga Roa                                                                                                | -27.15                                 | Île de Pâques                              | Territoire spécial du Chili |
| Hanoï | 21.03                                  | Viêt Nam                                   | |
| Harare                                                                                                   | -17.85                                 | Zimbabwe                                   | |
| Hargeisa                                                                                                 | 10                                     | Somaliland                                 | État indépendant de facto mais diplomatiquement reconnu par aucun État, revendiqué par la Somalie. |
| La Havane                                                                                                | 23.13                                  | Cuba                                       | |
| Helsinki                                                                                                 | 60.17                                  | Finlande                                   | |
| Honiara                                                                                                  | -9.43                                  | Îles Salomon                               | |
| Islamabad                                                                                                | 33.72                                  | Pakistan                                   | |
| Jakarta                                                                                                  | -6.2                                   | Indonésie                                  | |
| Jamestown                                                                                                | -15.92                                 | Sainte-Hélène                              | Partie du territoire britannique d'outre-mer de Sainte-Hélène, Ascension et Tristan da Cunha |
| Jérusalem (déclarée, de facto)                                                                           | 31.78                                  | Israël                                     | La loi de Jérusalem spécifie que "Jérusalem, complète et unie, est la capitale d'Israël", et la ville sert de siège du gouvernement, foyer pour la résidence du président, des bureaux gouvernementaux, de la cour suprême, et du parlement. La résolution 478 du Conseil de sécurité des Nations Unies déclarait la loi de Jérusalem "nulle et non avenue" et appelait les États membres à annuler leurs missions diplomatiques à Jérusalem. Les Nations unies et tous les États membres maintiennent leurs ambassades dans d'autres ville comme à Tel Aviv-Jaffa, Ramat Gan et Herzliya, et ne reconnaissent pas Jérusalem comme étant la capitale. Beaucoup de pays ont adhéré à la suggestion que Jérusalem ait un statut international, ainsi nommé par le Plan de partage de la Palestine de 1947. |
| Jérusalem (déclarée) Ramallah et Gaza (de facto)                                                         | 31.78                                  | Palestine                                  | L'État de Palestine revendique les territoires occupés par Israël depuis la Guerre des Six Jours en 1967, avec Jérusalem-Est comme sa capitale. L'État proclamé est actuellement occupé par Israël et n'a pas de contrôle efficace sur ses territoires et revendications. L'administration est basée à Ramallah et à Gaza, plutôt qu'à Jérusalem. La plupart des membres des Nations unies considèrent Jérusalem-Est comme un territoire occupé, et l'Organisation de la coopération islamique, la Ligue arabe et le Mouvement des non-alignés la reconnaissent comme capitale du futur État palestinien. |
| Djouba                                                                                                   | 4.85                                   | Soudan du Sud                              | |
| Kaboul                                                                                                   | 34.53                                  | Afghanistan                                | |
| Kampala                                                                                                  | 0.3                                    | Ouganda                                    | |
| Katmandou                                                                                                | 27.7                                   | Népal                                      | |
| Khartoum                                                                                                 | 15.63                                  | Soudan                                     | |
| Kigali                                                                                                   | -1.93                                  | Rwanda                                     | |
| King Edward Point                                                                                        | -54.27                                 | Géorgie du Sud-et-les îles Sandwich du Sud | Territoire britannique d'outre-mer |
| Kingston                                                                                                 | 17.98                                  | Jamaïque                                   | |
| Kingston                                                                                                 | -29.05                                 | Île Norfolk                                | Territoire externe d'Australie |
| Kingstown                                                                                                | 13.15                                  | Saint-Vincent-et-les-Grenadines            | |
| Kinshasa                                                                                                 | -4.32                                  | République démocratique du Congo           | |
| Kuala Lumpur (officielle, législative et royale) Putrajaya (administrative et judiciaire)                | 3.13                                   | Malaisie                                   | |
| Koweït                                                                                                   | 29.37                                  | Koweït                                     | |
| Kiev | 50.45                                  | Ukraine                                    | |
| Libreville                                                                                               | 0.38                                   | Gabon                                      | |
| Lilongwe                                                                                                 | -13.98                                 | Malawi                                     | |
| Lima | -12.03                                 | Pérou                                      | [ Note 1 ] |
| Lisbonne                                                                                                 | 38.7                                   | Portugal                                   | |
| Ljubljana                                                                                                | 46.05                                  | Slovénie                                   | |
| Lomé | 6.12                                   | Togo                                       | |
| Londres                                                                                                  | 51.5                                   | Royaume-Uni                                | Avant l'Acte d'Union en 1707, Londres était la capitale de l'Angleterre seulement. Édimbourg était la capitale du royaume d'Écosse |
| Longyearbyen                                                                                             | 78.2                                   | Svalbard                                   | Longyearbyen est le centre administratif de Svalbard, une zone norvégienne non organisée en société de l'Arctique. |
| Luanda                                                                                                   | -8.83                                  | Angola                                     | |
| Lusaka                                                                                                   | -15.42                                 | Zambie                                     | |
| Luxembourg                                                                                               | 49.6                                   | Luxembourg                                 | |
| Madrid                                                                                                   | 40.38                                  | Espagne                                    | |
| Majuro                                                                                                   | 7.07                                   | Îles Marshall                              | |
| Malabo                                                                                                   | 3.75                                   | Guinée équatoriale                         | |
| Malé | 4.17                                   | Maldives                                   | |
| Managua                                                                                                  | 12.13                                  | Nicaragua                                  | |
| Manama                                                                                                   | 26.22                                  | Bahreïn                                    | |
| Manille                                                                                                  | 14.58                                  | Philippines                                | |
| Maputo                                                                                                   | -25.97                                 | Mozambique                                 | |
| Marigot                                                                                                  | 18.07                                  | Saint-Martin                               | Collectivité d'outre-mer de France |
| Maseru                                                                                                   | -29.3                                  | Lesotho                                    | |
| Mata-Utu                                                                                                 | -13.28                                 | Wallis-et-Futuna                           | Collectivité d'outre-mer de France |
| Mbabane (administrative) Lobamba (royale et législative)                                                 | -26.32                                 | Eswatini                                   | |
| Mexico                                                                                                   | 19.43                                  | Mexique                                    | |
| Minsk | 53.9                                   | Biélorussie                                | |
| Mogadiscio                                                                                               | 2.03                                   | Somalie                                    | |
| Monaco                                                                                                   | 43.72                                  | Monaco                                     | Cité-État |
| Monrovia                                                                                                 | 6.3                                    | Liberia                                    | |
| Montevideo                                                                                               | -34.88                                 | Uruguay                                    | |
| Moroni                                                                                                   | -11.68                                 | Comores                                    | |
| Moscou                                                                                                   | 55.75                                  | Russie                                     | |
| Mascate                                                                                                  | 23.6                                   | Oman                                       | |
| Nairobi                                                                                                  | -1.28                                  | Kenya                                      | |
| Nassau                                                                                                   | 25.07                                  | Bahamas                                    | |
| Naypyidaw                                                                                                | 19.75                                  | Birmanie                                   | |
| N'Djaména                                                                                                | 12.1                                   | Tchad                                      | |
| New Delhi                                                                                                | 28.6                                   | Inde                                       | |
| Ngerulmud                                                                                                | 7.48                                   | Palaos                                     | |
| Niamey                                                                                                   | 13.52                                  | Niger                                      | |
| Nicosie                                                                                                  | 35.17                                  | Chypre                                     | |
| Nicosie                                                                                                  | 35.17                                  | Chypre du Nord                             | État indépendant de facto qui est reconnu seulement par la Turquie. La Chypre du Nord est revendiquée totalement par la république de Chypre. |
| Nouakchott                                                                                               | 18.1                                   | Mauritanie                                 | |
| Nouméa                                                                                                   | -22.27                                 | Nouvelle-Calédonie                         | Collectivité d'outre-mer de France ayant un statut spécial |
| Nukuʻalofa                                                                                               | -21.13                                 | Tonga                                      | |
| Nuuk | 64.17                                  | Groenland                                  | Territoire autonome du royaume de Danemark |
| Oranjestad                                                                                               | 12.52                                  | Aruba                                      | Partie autonome du royaume des Pays-Bas |
| Oslo | 59.95                                  | Norvège                                    | |
| Ottawa                                                                                                   | 45.42                                  | Canada                                     | |
| Ouagadougou                                                                                              | 12.35                                  | Burkina Faso                               | |
| Pago Pago                                                                                                | -14.27                                 | Samoa américaines                          | Territoire des États-Unis |
| Palikir                                                                                                  | 6.92                                   | États fédérés de Micronésie                | |
| Panama City                                                                                              | 8.98                                   | Panama                                     | |
| Papeete                                                                                                  | -17.53                                 | Polynésie française                        | Collectivité d'outre-mer de France |
| Paramaribo                                                                                               | 5.87                                   | Suriname                                   | |
| Paris | 48.85                                  | France                                     | |
| Philipsburg                                                                                              | 18.02                                  | Sint Maarten                               | Partie autonome du royaume des Pays-Bas |
| Phnom Penh                                                                                               | 11.55                                  | Cambodge                                   | |
| Plymouth (officielle) Brades (de facto)                                                                  | 16.7                                   | Montserrat                                 | Territoire britannique d'outre-mer. Plymouth fut abandonnée après l'éruption du volcan Soufrière en 1997. Les bureaux du gouvernement ont depuis été déplacés à Brades, qui est dans la partie nord-ouest de Montserrat. |
| Podgorica (officielle) Cetinje (siège du président)                                                      | 42.43                                  | Montenegro                                 | |
| Port-Louis                                                                                               | -20.15                                 | Maurice                                    | |
| Port Moresby                                                                                             | -9.5                                   | Papouasie-Nouvelle-Guinée                  | |
| Port-Vila                                                                                                | -17.75                                 | Vanuatu                                    | |
| Port-au-Prince                                                                                           | 18.53                                  | Haïti                                      | |
| Port-d'Espagne                                                                                           | 10.67                                  | Trinité-et-Tobago                          | |
| Porto-Novo (officielle) Cotonou (de facto)                                                               | 6.48                                   | Bénin                                      | |
| Prague                                                                                                   | 50.08                                  | République tchèque                         | |
| Praia | 14.92                                  | Cap-Vert                                   | |
| Pretoria (exécutive)                                                                                     | -25.73                                 | Afrique du Sud                             | |
| Pristina                                                                                                 | 42.67                                  | Kosovo[g]                                  | État indépendant de facto qui est reconnue par 108 États membres de l'ONU et par Taïwan. Revendiqué totalement par la république de Serbie comme faisant partie de la province autonome du Kosovo et Metohija. La république du Kosovo a de facto le contrôle sur la plupart du territoire, avec un contrôle limité au nord. |
| Pyongyang                                                                                                | 39.02                                  | Corée du Nord                              | |
| Quito | -0.25                                  | Équateur                                   | La capitale officielle la plus élevée. |
| Rabat | 34.03                                  | Maroc                                      | |
| Reykjavik                                                                                                | 64.13                                  | Islande                                    | La capitale à la plus haute latitude |
| Riga | 56.93                                  | Lettonie                                   | |
| Riyad | 24.63                                  | Arabie saoudite                            | |
| Road Town                                                                                                | 18.42                                  | Îles Vierges britanniques                  | Territoire britannique d'outre-mer |
| Rome | 41.9                                   | Italie                                     | |
| Roseau                                                                                                   | 15.3                                   | Dominique                                  | |
| Saipan                                                                                                   | 15.17                                  | Îles Mariannes du Nord                     | Territoire des États-Unis |
| San José                                                                                                 | 9.93                                   | Costa Rica                                 | |
| San Juan                                                                                                 | 18.45                                  | Porto Rico                                 | Territoire des États-Unis |
| Saint-Marin                                                                                              | 43.93                                  | Saint-Marin                                | |
| San Salvador                                                                                             | 13.68                                  | Salvador                                   | |
| Sanaa | 15.33                                  | Yémen                                      | |
| Santiago (officielle) Valparaiso (législative)                                                           | -33.45                                 | Chili                                      | |
| Saint-Domingue                                                                                           | 18.47                                  | République dominicaine                     | |
| São Tomé                                                                                                 | 0.33                                   | Sao Tomé-et-Principe                       | |
| Sarajevo                                                                                                 | 43.87                                  | Bosnie-Herzégovine                         | |
| Séoul | 37.55                                  | Corée du Sud                               | |
| Singapour                                                                                                | 1.28                                   | Singapour                                  | Cité-État |
| Skopje                                                                                                   | 42                                     | Macédoine du Nord                          | |
| Sofia | 42.7                                   | Bulgarie                                   | |
| Sri Jayawardenapura Kotte (officielle) Colombo (ancienne capitale avec quelques bureaux gouvernementaux) | 6.9                                    | Sri Lanka                                  | Aussi connue comme "Kotte". Jusque dans les années 80, la capitale était Colombo, où subsistent encore quelques institutions gouvernementales et qui reste désignée comme la capitale commerciale du Sri Lanka. |
| Saint-Georges                                                                                            | 12.05                                  | Grenade                                    | |
| Saint-Hélier                                                                                             | 49.18                                  | Jersey                                     | Dépendance de la Couronne britannique |
| Saint-John's                                                                                             | 17.12                                  | Antigua-et-Barbuda                         | |
| Saint-Pierre-Port                                                                                        | 49.45                                  | Guernesey                                  | Dépendance de la Couronne britannique |
| Saint-Pierre                                                                                             | 46.77                                  | Saint-Pierre-et-Miquelon                   | Collectivité d'outre-mer de France |
| Port Stanley                                                                                             | -51.68                                 | Îles Malouines                             | Territoire britannique d'outre-mer |
| Stepanakert                                                                                              | 39.8                                   | Haut-Karabagh                              | Le pays auto-déclaré reste diplomatiquement non reconnu par les États membres de l'ONU, y compris l'Arménie. La Transnistrie, l'Ossétie du Sud, et l'Abkhazie, tous États non membres de l'ONU, reconnaissent l'État. Revendiqué en totalité par l'Azerbaïdjan. |
| Stockholm                                                                                                | 59.32                                  | Suède                                      | |
| Sucre (constitutionnelle) La Paz (administrative)                                                        | -16.5                                  | Bolivie                                    | La Paz est la capitale administrative la plus élevée, plus élevée que Quito. |
| Soukhoumi                                                                                                | 43                                     | Abkhazie                                   | État indépendant de facto reconnu par la Russie, Nauru, le Nicaragua, le Venezuela, l'Ossétie du Sud et la Transnistrie. Revendiqué en totalité par la république de Géorgie comme la république autonome d'Abkhazie. |
| Suva | -18.13                                 | Fidji                                      | |
| Taipei                                                                                                   | 25.03                                  | Taïwan                                     | Officiellement la république de Chine, elle a été en compétition pour sa reconnaissance avec la république populaire de Chine (RPC) comme l'unique gouvernement chinois depuis 1949. Taïwan contrôle l'île de Taïwan et ses îles associées, Jinmen, les îles Matsu, les îles Pescadores, et une partie des îles Spratleys Le territoire de Taïwan est revendiqué totalement par la Chine. La république de Chine fait partie de l'Organisation mondiale de la santé et d'un certain nombre d'organisations internationales non-ONU comme l'Organisation mondiale du commerce, le Comité international olympique et d'autres sous différentes dénominations, le plus souvent Taipei chinois. |
| Tallinn                                                                                                  | 59.43                                  | Estonie                                    | |
| Tarawa-Sud                                                                                               | 1.43                                   | Kiribati                                   | |
| Tachkent                                                                                                 | 41.27                                  | Ouzbékistan                                | |
| Tbilissi (officielle) Koutaïssi (législative)                                                            | 41.72                                  | Géorgie                                    | |
| Tegucigalpa                                                                                              | 14.1                                   | Honduras                                   | |
| Téhéran                                                                                                  | 35.68                                  | Iran                                       | |
| Thimphou                                                                                                 | 27.47                                  | Bhoutan                                    | |
| Tirana                                                                                                   | 41.32                                  | Albanie                                    | |
| Tiraspol                                                                                                 | 46.85                                  | Transnistrie                               | État indépendant de facto, reconnu par aucun membre de l'ONU, mais par l'Abkhazie et l'Ossétie du Sud. Revendiquée totalement par la république de Moldavie comme l'Unité territoriale de Transnistrie. |
| Tokyo | 35.68                                  | Japon                                      | |
| Tórshavn                                                                                                 | 62                                     | Îles Féroé                                 | Territoire autonome du royaume de Danemark |
| Tripoli                                                                                                  | 32.9                                   | Libye                                      | |
| Tskhinvali                                                                                               | 42.23                                  | Ossétie du Sud                             | État indépendant de facto reconnu par la Russie, le Nicaragua, Nauru, le Venezuela, l'Abkhazie et la Transnistrie. Revendiqué totalement par la république de Géorgie comme l'entité provisoire d'Ossétie du Sud. |
| Tunis | 36.8                                   | Tunisie                                    | |
| Oulan-Bator                                                                                              | 47.92                                  | Mongolie                                   | |
| Vaduz | 47.13                                  | Liechtenstein                              | |
| La Valette                                                                                               | 35.88                                  | Malte                                      | |
| The Valley                                                                                               | 18.22                                  | Anguilla                                   | Territoire britannique d'outre-mer |
| Cité du Vatican                                                                                          | 41.9                                   | Vatican                                    | Cité-État |
| Victoria                                                                                                 | -4.62                                  | Seychelles                                 | |
| Vienne                                                                                                   | 48.2                                   | Autriche                                   | |
| Vientiane                                                                                                | 17.97                                  | Laos                                       | |
| Vilnius                                                                                                  | 54.68                                  | Lituanie                                   | |
| Varsovie                                                                                                 | 52.23                                  | Pologne                                    | |
| Washington, D.C.                                                                                         | 38.88                                  | États-Unis                                 | |
| Wellington                                                                                               | -41.28                                 | Nouvelle-Zélande                           | |
| West Island                                                                                              | -12.18                                 | Îles Cocos                                 | Territoire externe d'Australie |
| Willemstad                                                                                               | 12.12                                  | Curaçao                                    | Partie autonome du royaume des Pays-Bas |
| Windhoek                                                                                                 | -22.57                                 | Namibie                                    | |
| Yamoussoukro (officielle) Abidjan (ancienne capitale; a encore quelques bureaux gouvernementaux)         | 6.82                                   | Côte d'Ivoire                              | |
| Yaoundé                                                                                                  | 3.87                                   | Cameroun                                   | |
| Yaren (de facto)                                                                                         | -0.53                                  | Nauru                                      | Le pays n'a pas de capitale officielle; cependant, les bureaux gouvernementaux sont à Yaren. |
| Erevan                                                                                                   | 40.18                                  | Arménie                                    | |
| Zagreb                                                                                                   | 45.82                                  | Croatie                                    | |